# Khalid Ahmad Irfan
Khalid Ahmad Irfan (* 10. März 1993) ist ein afghanischer Fußballspieler, der zuletzt beim afghanischen Erstligisten De Maiwand Atalan unter Vertrag stand und in der U-23-Nationalmannschaft aktiv war.

## Karriere

### Vereinskarriere
Sein Debüt absolvierte Irfan am 29. August 2014 beim 3:1-Sieg gegen Simorgh Alborz. Dabei gelangen ihm zwei Tore. Er kam in allen Spielen zum Einsatz und konnte noch zwei weitere Tore u. a. gegen De Spinghar Bazan erzielen. Am Ende der Saison 2014 belegte De Maiwand Atalan den 4. Platz und Irfan sicherte sich in der Torschützenliste ebenfalls den 4. Platz.

### Nationalmannschaft
Im März 2015 wurde Irfan von Trainer Hosein Saleh in den 23-köpfigen Kader der U-23-Nationalmannschaft für die Qualifikationsspiele zur Asienmeisterschaft 2016 nominiert. Sein Debüt absolvierte er am 25. März 2015 gegen Nepal (2:0), als er in der 73. Minute für Parwiz Kazemi eingewechselt wurde. Drei Minuten später konnte er auch sein erstes Tor zur zwischenzeitlichen 1:0-Führung erzielen.